# Пригородный район (Свердловская область)
Пригородный район — административно-территориальная единица (район) в Свердловской области России. Административный центр — город Нижний Тагил (не входит в состав района).
С точки зрения муниципального устройства, на территории района первоначально находились два городских округа: Горноуральский городской округ (с центром в посёлке Горноуральском) и частично ГО город Нижний Тагил (с центром в городе Нижний Тагил).
Согласно последним изменениям в Законе об административно-территориальном устройстве Свердловской области, Пригородный административный район территориально полностью совпадает с Горноуральским городским округом, а сельские населённые пункты, расположенные на территории городского округа Нижний Тагил, отнесены в административное подчинение городу.

## География
Пригородный район расположен в западной части Свердловской области и в центральной части Горнозаводского управленческого округа. Территориально полностью совпадает с Горноуральским городским округом, однако ранее включал также территорию муниципального образования «город Нижний Тагил» за исключением самого города Нижнего Тагила. После передачи части территории в состав соответствующей административно-территориальной единицы город Нижний Тагил большая часть Пригородного района располагается преимущественно к востоку от города, огибая его в форме буквы «ↄ» и продолжаясь на юго-восток. До изменений в границах административно-территориальных образований Пригородный район был вытянут с востока на запад, где граничил с Пермским краем, а Нижний Тагил был городом-анклавом, полностью окружённым территорией Пригородного района, но не входящим в состав последнего. У Пригородного района есть также 2 эксклава — деревня Харёнки и село Большие Галашки, полностью окружённые территорией, подчинённой администрации города Нижнего Тагила, и удалённые от основной территории Пригородного района на 25 км на запад и на 10 км на юг соответственно.
Пригородный район расположен преимущественно на восточных отрогах Среднего Урала, находясь таким образом в Северной Азии, но малая часть территории лежит и в Восточной Европе (посёлки Синегорский, Северка и Висим, деревня Харёнки и село Большие Галашки). На западе района проходит Уральский хребет. В юго-западной части Пригородного района располагаются большие по площади Черноисточинский и Ленёвский пруды. Последний находится на реке Тагил, которая протекает по территории района здесь, в юго-западной его части, и на севере района.
В северной части Пригородного района расположен посёлок городского типа Горноуральский, в южной — село Николо-Павловское. От Николо-Павловского на восток уходит автодорога на Алапаевск и соединяет таким образом цепь сельских населённых пунктов района в восточной и юго-восточной частях района с Нижним Тагилом. В юго-восточной части Пригородного района протекает река Нейва, на которой или на притоках которой и располагается множество сёл и деревень. В своём среднем течении река меняет направление с северо-восточного на восточное, неся свои воды в сторону Алапаевска.
По центру (проходя через территорию Нижнего Тагила) через район проходят транспортные сети меридионального направления: участок Екатеринбург — Гороблагодатская Свердловской железной дороги и Серовский тракт, а на северо-восток от Нижнего Тагила проходят железная дорога и автодорога в направлении Верхней, Нижней Салды и Алапаевска, которые частично пролегают через территорию Пригородного района Здесь расположено село Покровское.
Пригородный район граничит:
- на северо-западе — с административно-территориальной единицей город Кушва,
- на северо-востоке — с административно-территориальной единицей город Красноуральск, ЗАТО посёлок Свободный и Верхнесалдинским районом,
- на востоке — с административно-территориальной единицей город Алапаевск и Алапаевским районом,
- на юго-востоке — с Режевским районом,
- на юге — с Невьянским районом и административно-территориальной единицей город Кировград,
- на западе — с административно-территориальной единицей город Нижний Тагил.

## Население
| 1970    | 1979    | 1989    | 2002    | 2009    | 2010    | 2011    |
| ------- | ------- | ------- | ------- | ------- | ------- | ------- |
| 63 637  | ↘56 517 | ↘52 651 | ↘42 835 | ↗43 488 | ↘38 527 | ↘37 949 |
| 2012    | 2013    | 2014    | 2015    | 2016    | 2017    | 2018    |
| ↗38 779 | ↘38 714 | ↘38 391 | ↘38 060 | ↘37 307 | ↘36 510 | ↘35 789 |
| 2019    | 2020    | 2021    |         |         |         |         |
| ↘35 146 | ↘32 358 | ↘29 975 |         |         |         |         |

По данным переписи населения 2002 года, численность населения района составляла 43 488 человек. По данным на 2023 год население района в рамках Горноуральского ГО и ГО город Нижний Тагил без учёта собственно города Нижний Тагил составляет 38 276 человек.

## История

### Пригородный район
27 июля 1957 года было принято Решение облисполкома № 471 образовать в составе г. Нижнего Тагила Пригородный район и подчинить ему Балакинский, Горбуновский, Лайский, Николо-Павловский и Покровский сельсоветы Нижнетагильского горсовета; Галашкинский, Елизаветинский, Илимский, Харёнский сельсоветы, Висимский, Висимо-Уткинский, Уральский и Черноисточинский поссоветы бывшего Висимского района.
26 ноября Указом Президиума Верховного Совета РСФСР Пригородный район в указанном составе был образован.
28 апреля 1962 года Пригородный район был выделен из состава Нижнего Тагила с сохранением административного центра в городе.
1 февраля 1963 года Пригородный район был упразднён. Балакинский, Лайский, Николо-Павловский, Покровский, Елизаветинский, Илимский и Харёнский сельсоветы были переданы в состав Нижнетагильского сельского района.
13.01.1965 Нижнетагильский сельский район был преобразован в Пригородный район.
7 мая пос. Петрокаменского райпромкомбината был передан из состава Краснопольского сельсовета в административно-территориальное подчинение Новоасбестовского поссовета.
22 апреля 1966 года пос. Торфобрикетного предприятия был передан из состава пригородной зоны Нижнего Тагила в административно-территориальное подчинение Черноисточинского сельсовета Пригородного района.
22 ноября были переименованы: пос. райпромкомбината — в пос. Ряжик; пос. участка № 1 отделения № 1 Николо-Павловского совхоза — в пос. Отрадный; пос. участка № 2 Николо-Павловского совхоза — в пос. Нива; пос. участка № 1 отделения № 3 Николо-Павловского совхоза — в пос. Запрудный; пос. песчаного карьера — в пос. Братчиково; пос. отделения № 2 Висимского откормочного совхоза — в пос. Студеный; пос.торфобрикетного предприятия — в пос. Чащино; пос.лесоучастка квартала № 15 — в пос. Баклушина; пос. «Заготскот» — в пос. Прибрежный; пос. кирпичного завода — в пос. Лесной Ключ; пос. фермы № 2 племзавода «Нижний Тагил» — в пос. Тополевка; пос. фермы № 3 племзавода «Нижний Тагил» — в пос. Молодёжный; пос. новой фермы Краснопольского совхоза — в пос. Пихтовый.
28 января 1967 года:
- Мокроусский сельсовет был объединён с Башкарским;
- из Мурзинского сельсовета был выделен Луговской сельсовет, в состав которого вошли д. Луговая (центр сельсовета) и Новая.

25 июля 1968 года был образован Дальний сельсовет, в состав которого вошли пос. Дальний, Баклушина, Волчевка и Горевая, переданные из непосредственного административно-территориального подчинения Пригородному райсовету.
11 октября 1972 года были упразднены: пос. Кордон Висимского поссовета; пос. Виновка и Вязовка Балакинского сельсовета; д. Узянова Бызовского сельсовета; д. Искра Кайгородского сельсовета; д. Мартынова и пос. Пихтовый Краснопольского сельсовета; д. Ялунина Ослянского сельсовета; пос. Прибрежный Петрокаменского сельсовета; пос. Катаба Покровского сельсовета; д. Луковка Серебрянского сельсовета; д. Пермякова и Романова Харёнского сельсовета.
27 февраля 1975 года Елизаветинский сельсовет был передан из пригородной зоны Нижнего Тагила в административно-территориальное подчинение Пригородного района.
30 декабря 1976 года были упразднены пос. Метелев Лог Висимского поссовета; пос. Чадар Балакинского сельсовета; пос. Горевая Дальнего сельсовета; с. Илим Илимского сельсовета; пос. Волчевский (Волчевка), Мостовка, Смолянка Лайского сельсовета; пос. Новый Волковский Малолайского сельсовета; д. Путилова Мурзинского сельсовета; пос. Бортневой (ферма № 2) Николо-Павловского сельсовета; деревни Коноваловка, Крутая, Луговая Ослянского сельсовета; пос. Лесной Ключ Петрокаменского сельсовета; пос. Тополевка Покровского сельсовета; пос. Шурыш Серебрянского сельсовета; д. Кашка Харёнского сельсовета.
9 февраля 1977 года были уточнены как правильные наименования: пос. Антоновск (вместо пос. Антоновский санаторий) Черноисточинского поссовета; пос. Ушкова Канава (вместо пос. Канава) Черноисточинского поссовета; с. Башкарка (вместо с. Башкарка(ское)) Башкарского сельсовета; с. Бродово (вместо с. Бродово(ское)) Бродовского сельсовета; д. Бабайлова (вместо д. Бабайлова(о)) Бродовского сельсовета; д. Дубасова (вместо д. Дубасова(о)) Бродовского сельсовета; д. Матвеева (вместо д. Матвеева(о)) Бродовского сельсовета; с. Бызово (вместо д. Бызова(о)) Бызовского сельсовета; с. Сулём (вместо д. Сулём) Илимского сельсовета; д. Корнилова (вместо д. Корнилова(о)) Кайгородского сельсовета; д. Дрягунова (вместо с. Дрягуново) Краснопольского сельсовета; с. Мурзинка (вместо с. Мурзинка(ское)) Мурзинского сельсовета; д. Зырянка (вместо д. Зырянка(ская)) Мурзинского сельсовета; с. Новопаньшино (вместо с. Новопаньшино(ское)) Паньшинского сельсовета; д. Кондрашина (вместо д. Кондрашина(о)) Паньшинского сельсовета; д. Сартакова (вместо д. Сартакова(о)) Паньшинского сельсовета; д. Слудка (вместо д. Слудка(Зяблова)) Петрокаменского сельсовета; пос. Зональный (вместо пос. Зональная) Покровского сельсовета; д. Баронская (вместо д. Боронская) Харенского сельсовета.
23 февраля в Лайском сельсовете был зарегистрирован пос. Горноуральский.
1 апреля были объединены:
- в Галашкинском сельсовете пос. Новый с с. Большие Галашки;
- в Покровском сельсовете пос. Майка с с. Покровским.

13 сентября 1977 года пос. Горноуральский был отнесён к категории рабочих посёлков и исключён из Лайского сельсовета, ж.д. ст. Лая передана в Горноуральский поссовет.
29 марта 1978 года пос. Белогорский и Первомайский были объединены с рп Уральцем, в Висимском поссовете был упразднён пос. ж.д. ст. Висим.
29.03.1978 — Решение облисполкома № 195
Включить в черту р.п. Уралец фактически слившиеся с ним поселки Белогорский и Первомайский. Исключить из учётных данных следующие населенные пункты, прекратившие существование: пос. ж.д. ст. Висим Висимского поссовета.
24 июля 1984 года в Черноисточинском поссовете пос. Антоновский Санаторий был исключён из учётных данных как слившийся с п. Антоновским.
27 августа Галашкинский сельсовет был упразднён и с. Большие Галашки передано в Висимский поссоветю
27 января 1988 года Харёнский сельсовет был переименован в Усть-Уткинский.
О последующих изменениях см. в разделах об административно-территориальном устройстве и муниципальном образовании.

### Муниципальное образование
17 декабря 1995 года по результатам местного референдума было создано муниципальное образование Пригородный район. Муниципальное образование было включено в областной реестр 10 ноября 1996 года за № 12.
12 октября 2004 года Пригородный район был преобразован в городской округ. Рабочие посёлки Висим, Висимо-Уткинск, Новоасбест, Синегорский, Уралец, Черноисточинск были преобразованы в сельские населённые пункты.
С 1 января 2006 года муниципальное образование было переименовано в Горноуральский городской округ, при этом в состав городского округа город Нижний Тагил с 1 апреля 2008 года было передано 23 населённых пункта.

## Населённые пункты, административно-территориальное устройство
Согласно последним изменениям Пригородный район включает 60 населённых пунктов: 1 посёлок городского типа Горноуральский и сельские населённые пункты.
До 1 октября 2017 года населённые пункты района делились на 21 сельсовет, сельские населённые пункты, непосредственно входящие в район, рабочий посёлок и населённый пункт в его подчинении, причём на уровне организации местного самоуправления территория района была разделена между двумя городскими округами (Горноуральским и Нижним Тагилом), с 1 октября населённые пункты на территории городского округа города Нижнего Тагила были переданы в соответствующую административно-территориальную единицу город Нижний Тагил со статусом, соответствующим категории города областного подчинения.

### Административно-территориальное устройство до 1.10.2017
| №         | ТЕ / АТЕ          | Состав | Упразднённые после 1991 н.п. | ГО                 |
| --------- | ----------------- | --- | ---------------------------- | ------------------ |
| 1         | рп Горноуральский | Горноуральский, посёлок Лая                                                                                       |                              | Горноуральский     |
| 2         | с.н.п.            | посёлки Антоновский, Висимо-Уткинск, Канава, Студёный, Таны, Уралец, Чащино, деревня Захаровка                    | посёлок Урал                 | город Нижний Тагил |
| 2.000001  |                   | село Большие Галашки, посёлки Вилюй, Висим, Новоасбест, Ряжик, Северка, Синегорский, Черноисточинск               |                              | Горноуральский     |
| 2.000002  | сельсоветы        | |                              |                    |
| 3         | Балакинский       | село Балакино |                              | Горноуральский     |
| 4         | Башкарский        | сёла Башкарка, Мокроусское, деревни Новая Башкарка, Сарапулка                                                     |                              | Горноуральский     |
| 5         | Бродовский        | село Бродово, деревни Дубасова, Матвеева, Шумиха                                                                  |                              | Горноуральский     |
| 6         | Бызовский         | село Бызово, деревня Маркова                                                                                      |                              | Горноуральский     |
| 7         | Дальний           | посёлок Дальний                                                                                                   |                              | Горноуральский     |
| 7.000003  |                   | посёлки Баклушина, Волчёвка                                                                                       |                              | город Нижний Тагил |
| 8         | Елизаветинский    | село Елизаветинское, посёлок Чауж                                                                                 | посёлки Бобровка, Утка       | город Нижний Тагил |
| 9         | Илимский          | село Сулём |                              | город Нижний Тагил |
| 10        | Кайгородский      | село Кайгородское, деревня Корнилова                                                                              |                              | Горноуральский     |
| 11        | Краснопольский    | сёла Краснополье, Дрягуново, посёлок Первомайский, деревни Реши, Соседкова, Тёмно-Осинова                         |                              | Горноуральский     |
| 12        | Лайский           | село Лая |                              | Горноуральский     |
| 12.000004 |                   | посёлок Евстюниха                                                                                                 |                              | город Нижний Тагил |
| 13        | Луговский         | деревни Луговая, Новая                                                                                            |                              | Горноуральский     |
| 14        | Малолайский       | село Малая Лая | посёлок Старый Волковский    | Горноуральский     |
| 15        | Мурзинский        | село Мурзинка, деревни Верхняя Алабашка, Зырянка, Сизикова                                                        |                              | Горноуральский     |
| 16        | Николо-Павловский | сёла Николо-Павловское, Шиловка, деревня Анатольская, посёлки Анатольская, Братчиково, Ленёвка, Монзино, Отрадный | посёлок Нива                 | Горноуральский     |
| 16.000005 |                   | посёлок Запрудный                                                                                                 |                              | город Нижний Тагил |
| 17        | Ослянский         | село Верхняя Ослянка, деревни Заречная, Нижняя Ослянка                                                            |                              | город Нижний Тагил |
| 18        | Паньшинский       | село Новопаньшино, деревня Кондрашина, Новопаньшино, Сартакова, Старая Паньшина                                   |                              | Горноуральский     |
| 19        | Петрокаменский    | село Петрокаменское, деревни Беляковка, Слудка, Фокинцы, Черемшанка                                               |                              | Горноуральский     |
| 20        | Покровский        | село Покровское, посёлки Зональный, Молодёжный                                                                    | посёлок Салка                | Горноуральский     |
| 21        | Серебрянский      | село Серебрянка                                                                                                   | посёлок Бутон                | город Нижний Тагил |
| 22        | Усть-Уткинский    | деревни Усть-Утка, Баронская, посёлок Ёква                                                                        |                              | город Нижний Тагил |
| 22.000006 |                   | деревня Харёнки                                                                                                   |                              | Горноуральский     |
| 23        | Южаковский        | село Южаково |                              | Горноуральский     |

### Населённые пункты
| №         | Населённый пункт       | Тип     | Население | Городской округ    |
| --------- | ---------------------- | ------- | --------- | ------------------ |
| 1         | Анатольская            | деревня | ↗51       | Горноуральский     |
| 2         | Анатольская            | посёлок | ↘122      | Горноуральский     |
| 3         | Балакино               | село    | ↘148      | Горноуральский     |
| 4         | Башкарка               | село    | ↘440      | Горноуральский     |
| 5         | Беляковка              | деревня | ↘269      | Горноуральский     |
| 6         | Большие Галашки        | село    | ↘14       | Горноуральский     |
| 7         | Братчиково             | посёлок | ↗48       | Горноуральский     |
| 8         | Бродово                | село    | ↘502      | Горноуральский     |
| 9         | Бызово                 | село    | ↘261      | Горноуральский     |
| 10        | Верхняя Алабашка       | деревня | ↗1        | Горноуральский     |
| 11        | Вилюй                  | посёлок | ↘66       | Горноуральский     |
| 12        | Висим                  | посёлок | ↘1102     | Горноуральский     |
| 13        | Горноуральский         | пгт     | ↘2854     | Горноуральский     |
| 14        | Дальний                | посёлок | ↘47       | Горноуральский     |
| 15        | Дрягуново              | село    | ↘41       | Горноуральский     |
| 16        | Дубасова               | деревня | ↗10       | Горноуральский     |
| 17        | Зональный              | посёлок | ↗517      | Горноуральский     |
| 18        | Зырянка                | деревня | ↘15       | Горноуральский     |
| 19        | Кайгородское           | село    | ↘307      | Горноуральский     |
| 20        | Кондрашина             | деревня | ↘11       | Горноуральский     |
| 21        | Корнилова              | деревня | ↘50       | Горноуральский     |
| 22        | Краснополье            | село    | ↘337      | Горноуральский     |
| 23        | Лая                    | посёлок | ↘182      | Горноуральский     |
| 24        | Лая                    | село    | ↗1906     | Горноуральский     |
| 25        | Ленёвка                | посёлок | ↘216      | Горноуральский     |
| 26        | Луговая                | деревня | ↘95       | Горноуральский     |
| 27        | Малая Лая              | село    | ↘240      | Горноуральский     |
| 28        | Маркова                | деревня | ↘62       | Горноуральский     |
| 29        | Матвеева               | деревня | ↘53       | Горноуральский     |
| 30        | Мокроусское            | село    | ↘94       | Горноуральский     |
| 31        | Молодёжный             | посёлок | ↗61       | Горноуральский     |
| 32        | Монзино                | посёлок | ↘12       | Горноуральский     |
| 33        | Мурзинка               | село    | ↘269      | Горноуральский     |
| 34        | Николо-Павловское      | село    | ↘4560     | Горноуральский     |
| 35        | Новая                  | деревня | ↘69       | Горноуральский     |
| 36        | Новая Башкарка         | деревня | ↘42       | Горноуральский     |
| 37        | Новоасбест             | посёлок | ↘2033     | Горноуральский     |
| 38        | Новопаньшино           | село    | ↘571      | Горноуральский     |
| 39        | Отрадный               | посёлок | ↗226      | Горноуральский     |
| 40        | Первомайский           | посёлок | ↘767      | Горноуральский     |
| 41        | Петрокаменское         | село    | ↘3094     | Горноуральский     |
| 42        | Покровское             | село    | ↗2489     | Горноуральский     |
| 43        | Реши                   | деревня | ↘36       | Горноуральский     |
| 44        | Ряжик                  | посёлок | ↘92       | Горноуральский     |
| 45        | Сарапулка              | деревня | ↗12       | Горноуральский     |
| 46        | Сартакова              | деревня | ↘15       | Горноуральский     |
| 47        | Северка                | посёлок | ↘66       | Горноуральский     |
| 48        | Сизикова               | деревня | ↘46       | Горноуральский     |
| 49        | Синегорский            | посёлок | ↘473      | Горноуральский     |
| 50        | Слудка                 | деревня | ↘3        | Горноуральский     |
| 51        | Соседкова              | деревня | ↘21       | Горноуральский     |
| 52        | Старая Паньшина        | деревня | ↘131      | Горноуральский     |
| 53        | Тёмно-Осинова          | деревня | ↘8        | Горноуральский     |
| 54        | Фокинцы                | деревня | ↗6        | Горноуральский     |
| 55        | Харёнки                | деревня | ↘13       | Горноуральский     |
| 56        | Черемшанка             | деревня | ↗50       | Горноуральский     |
| 57        | Черноисточинск         | посёлок | ↘3497     | Горноуральский     |
| 58        | Шиловка                | село    | ↗306      | Горноуральский     |
| 59        | Шумиха                 | деревня | ↘193      | Горноуральский     |
| 60        | Южаково                | село    | ↘710      | Горноуральский     |
| 60.000001 | до 1 октября 2017 года |         |           |                    |
| 61        | Антоновский            | посёлок | ↘62       | город Нижний Тагил |
| 62        | Баклушина              | посёлок | ↗1        | город Нижний Тагил |
| 63        | Баронская              | деревня | ↘37       | город Нижний Тагил |
| 64        | Верхняя Ослянка        | село    | ↘191      | город Нижний Тагил |
| 65        | Висимо-Уткинск         | посёлок | ↘606      | город Нижний Тагил |
| 66        | Волчёвка               | посёлок | ↘3        | город Нижний Тагил |
| 67        | Евстюниха              | посёлок | ↘106      | город Нижний Тагил |
| 68        | Ёква                   | посёлок | ↘8        | город Нижний Тагил |
| 69        | Елизаветинское         | село    | ↘48       | город Нижний Тагил |
| 70        | Запрудный              | посёлок | ↘0        | город Нижний Тагил |
| 71        | Заречная               | деревня | ↘17       | город Нижний Тагил |
| 72        | Захаровка              | деревня | ↘15       | город Нижний Тагил |
| 73        | Канава                 | посёлок | ↗13       | город Нижний Тагил |
| 74        | Нижняя Ослянка         | деревня | ↘5        | город Нижний Тагил |
| 75        | Покровское-1 (Сокол)   | посёлок | 0         | город Нижний Тагил |
| 76        | Серебрянка             | село    | ↘598      | город Нижний Тагил |
| 77        | Студёный               | посёлок | ↗91       | город Нижний Тагил |
| 78        | Сулём                  | село    | ↘68       | город Нижний Тагил |
| 79        | Таны                   | посёлок | ↘0        | город Нижний Тагил |
| 80        | Уралец                 | посёлок | ↘1425     | город Нижний Тагил |
| 81        | Усть-Утка              | деревня | ↘129      | город Нижний Тагил |
| 82        | Чауж                   | посёлок | ↗13       | город Нижний Тагил |
| 83        | Чащино                 | посёлок | ↗186      | город Нижний Тагил |

Существовали поссоветы:
- Горноуральский — рабочий посёлок Горноуральский, посёлок Лая,
- Висимо-Уткинский — рабочий посёлок Висимо-Уткинск, посёлок Таны;
- Висимский — рабочий посёлок Висим, село Большие Галашки;
- Новоасбестовский — рабочий посёлок Новоасбест, посёлки Вилюй, Ряжик;
- Синегорский — рабочий посёлок Синегорский, посёлок Северка;
- Уральский — рабочий посёлок Уралец, деревня Захаровка, посёлок Урал;
- Черноисточнинский — рабочий посёлок Черноисточинск, посёлки Антоновский, Канава, Студёный, Чащино.

С 1 октября 2017 года был упразднён статус рабочего посёлка у Горноуральского с сохранением статуса посёлка городского типа.

### Упразднённые населённые пункты
7 августа 1996 года были упразднены посёлки Урал (Уральского поссовета), Бобровка и Утка (Елизаветинского сельсовета), Старый Волковский (Малолайского сельсовета), Нива (Николо-Павловского сельсовета), Салка (Покровского сельсовета) и Бутон (Серебрянского сельсовета).